# Blair Jones
Blair Jones, född 27 september 1986 i Central Butte, Saskatchewan, är en kanadensisk professionell ishockeyspelare som tillhör NHL-organisationen Vancouver Canucks och spelar för deras primära samarbetspartner Utica Comets i American Hockey League (AHL). Han har tidigare spelat på NHL-nivå för Tampa Bay Lightning, Calgary Flames och Philadelphia Flyers och på lägre nivåer för Springfield Falcons, Norfolk Admirals, Abbotsford Heat och Lehigh Valley Phantoms i AHL och Red Deer Rebels och Moose Jaw Warriors i Western Hockey League (WHL).
Jones draftades i fjärde rundan i 2005 års draft av Tampa Bay Lightning som 102:a spelaren totalt.